# یاکوتات (آلاسکا)
یاکوتات (به انگلیسی: Yakutat City and Borough) شهری در بخش یاکوتات ایالت آلاسکا است که جمعیت آن در سرشماری سال ۲۰۰۰ میلادی ۸۰۸ نفر بوده‌است.